# Ölsboda
Ölsboda är en tidigare småort i Degerfors kommun i Örebro län belägen i Nysunds socken i Närke sydost om Degerfors och vid Svartån i dess korta lopp mellan södra ändan av sjön Ölen och Stor-Björken. 2015 hade folkmängden minskat och småorten upplöstes.

## Historia
Under 1660-talet etablerades ett järnbruk vid sjön Ölen av Anders Sten, en borgmästare i Lindesberg. Bruket ägdes av släkterna de Besche, Camitz, Strokirk och Wester i olika omgångar. Det var under denna tid som Ölsboda började ta form som en plats av betydelse inom bruksnäringen. År 1771 förvärvade bergsfogden Elias Strokirk Ölsboda från Georg Camitz och lät där bygga en ny mangårdsbyggnad. Det var under Elias Strokirks tid som samhället började utvecklas, och det var han som även initierade uppförandet av en skola i Ölsboda. En skola fanns fortfarande i samhället vid början av 1900-talet.

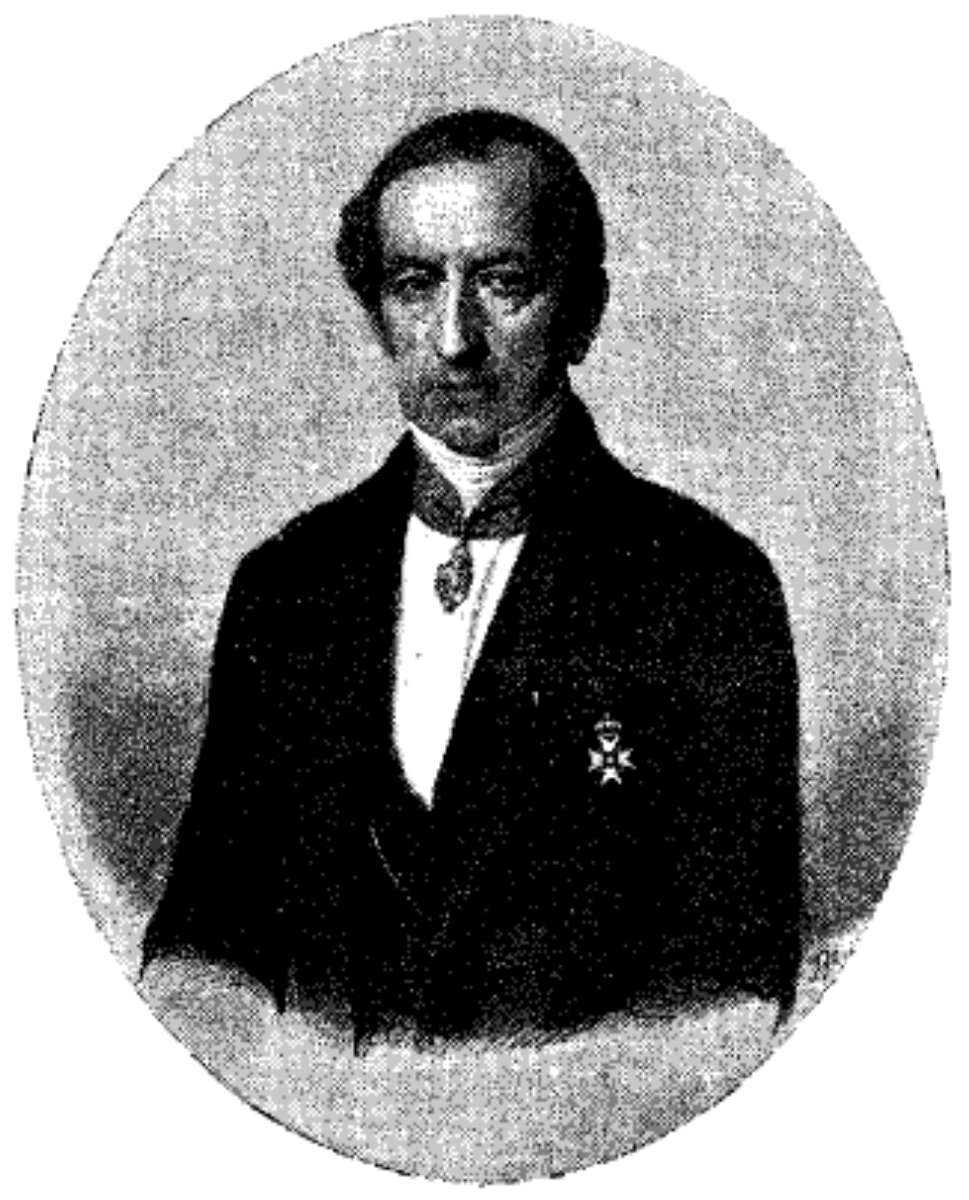
Jeppe Strokirk

Familjen Strokirk kom att bli centrala figurer i områdets industriella utveckling och var brukets sista ägarsläkt. Bland dem märks Jeppe Strokirk, son till Elias Strokirk, som föddes och växte upp i Ölsboda, kom att bli en betydande gestalt i Ölsbodas historia. Under sin tid på Ölsboda utvidgade han egendomen. Ölsboda blev synonymt med Strokirk-släkten och deras betydelse för utvecklingen av samhället.
Efter Jeppe Strokirks bortgång år 1856 övertogs järnbruket av Degerfors AB. År 1870 förvärvade Carl Johan Yngström Ölsboda, och senare, år 1936, köpte grevinnan Ebba Hamilton, som var Jeppe Strokirks dotterdotter, Ölsboda herrgård.

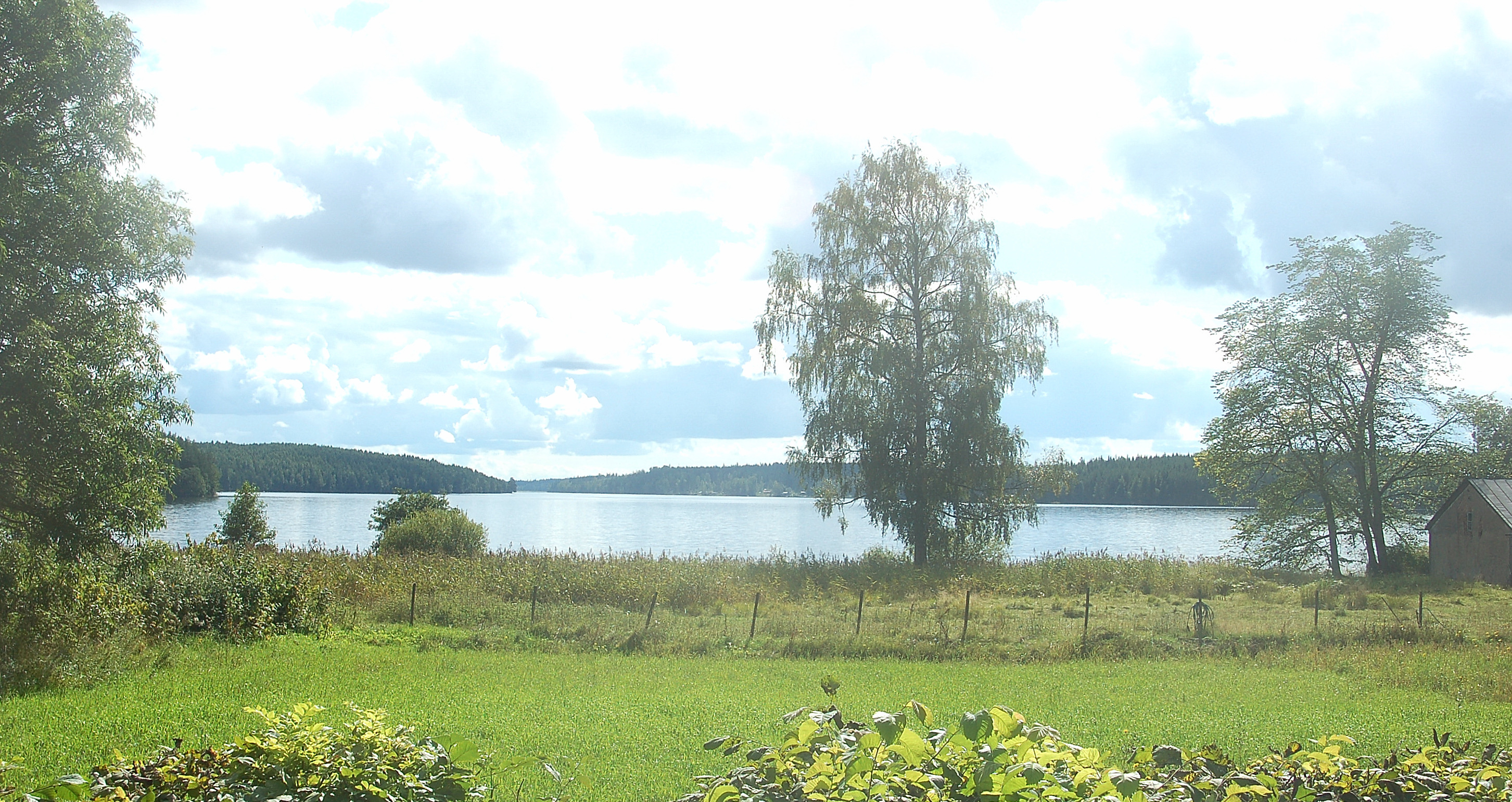
Sjön Stor-Björken från Ölsboda.

I Selma Lagerlöfs roman "Charlotte Löwensköld", anses den fiktiva herrgården Stora Sjötorpet vara inspirerat av Ölsboda.